# Іспанські новозеландці
Іспанські новозеландці — громадяни Нової Зеландії та жителі іспанського походження, а також люди, які народилися в Іспанії та емігрували до Нової Зеландії. Приблизно 2043 новозеландців, більшість з яких проживають у великих містах Окленді та Веллінгтоні, мають повне або часткове іспанське походження. 
Низький рівень імміграції до Нової Зеландії з Іспанії спостерігався протягом 1850-х та 1860-х років внаслідок Карлістських громадянських воєн. Більше іспанських іммігрантів потрапило в країну у першій чверті ХХ століття внаслідок сільської бідності та скупченості міст, які змусили інших європейців емігрувати в той період, а також непопулярні війни. Багато іммігрантів вирушили  назад до Іспанії або до іншої країни. Іспанці одружувалися з латиноамериканцями, окрім білих новозеландців та маорі, через культурну близькість, а в 20 столітті іспанці та латиноамериканці об'єднали зусилля для культурної діяльності та сприяння викладанню іспанської мови в Новій Зеландії.  